# Авлабарская типография

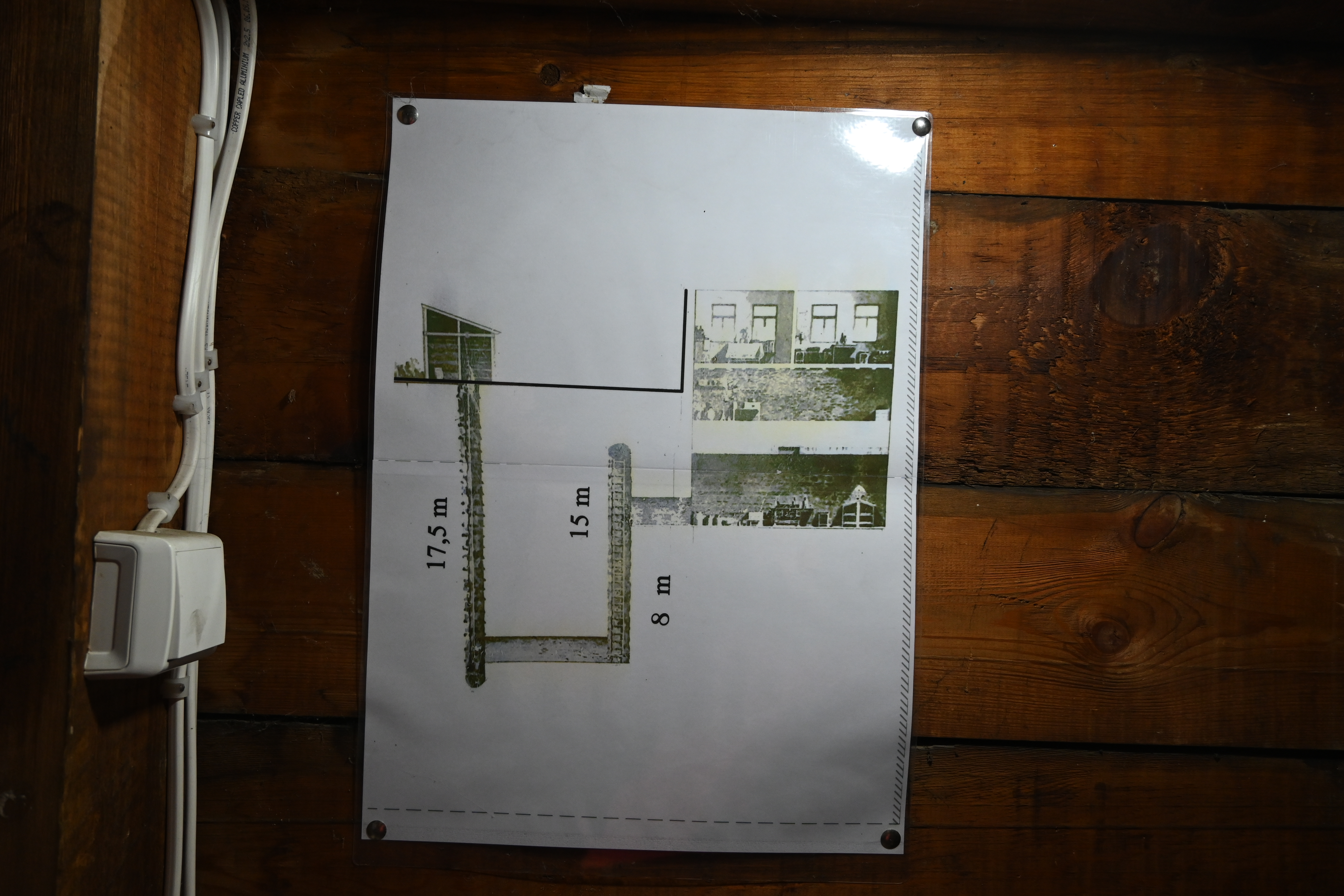
Система колодца

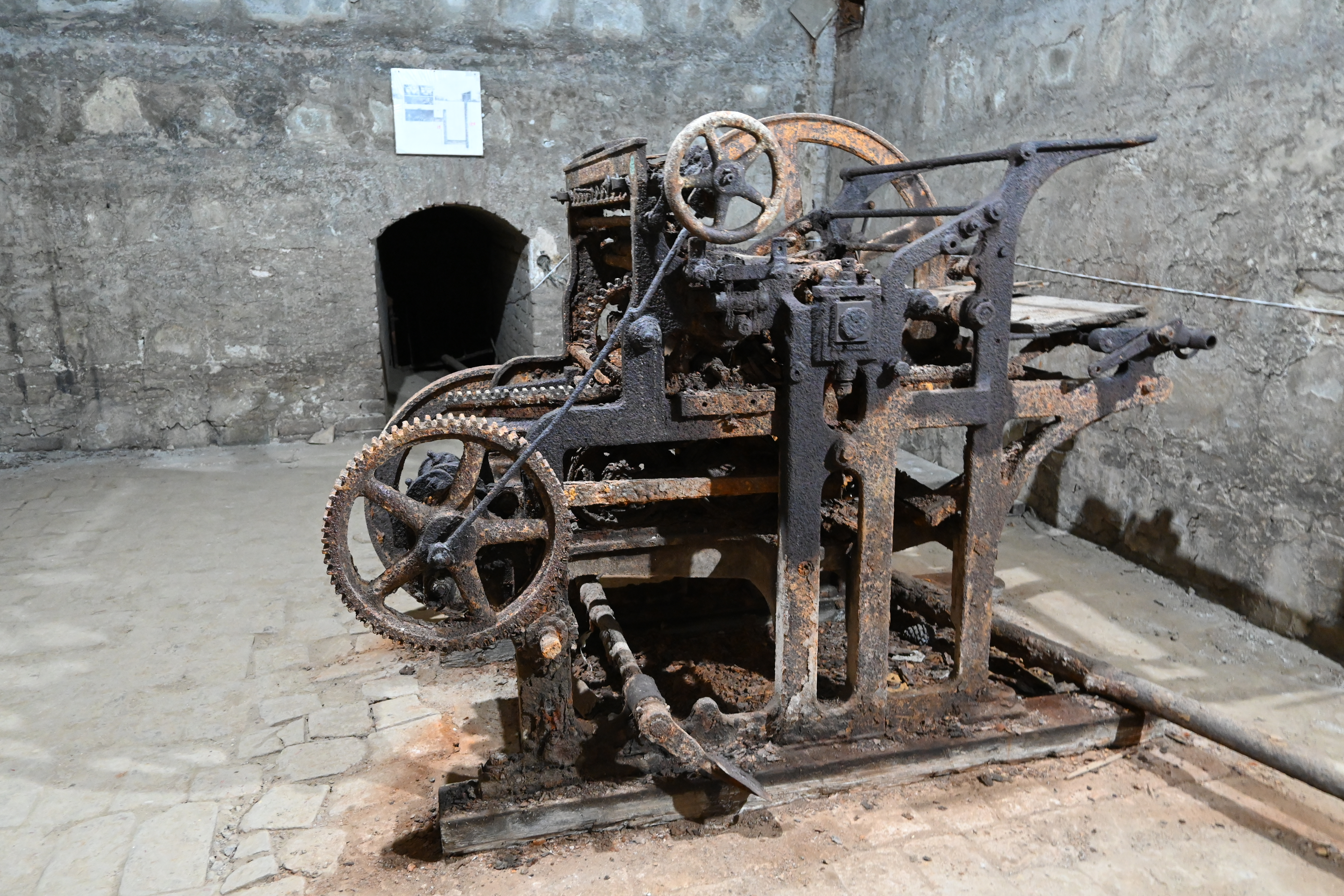
Оригинальный печатный станок

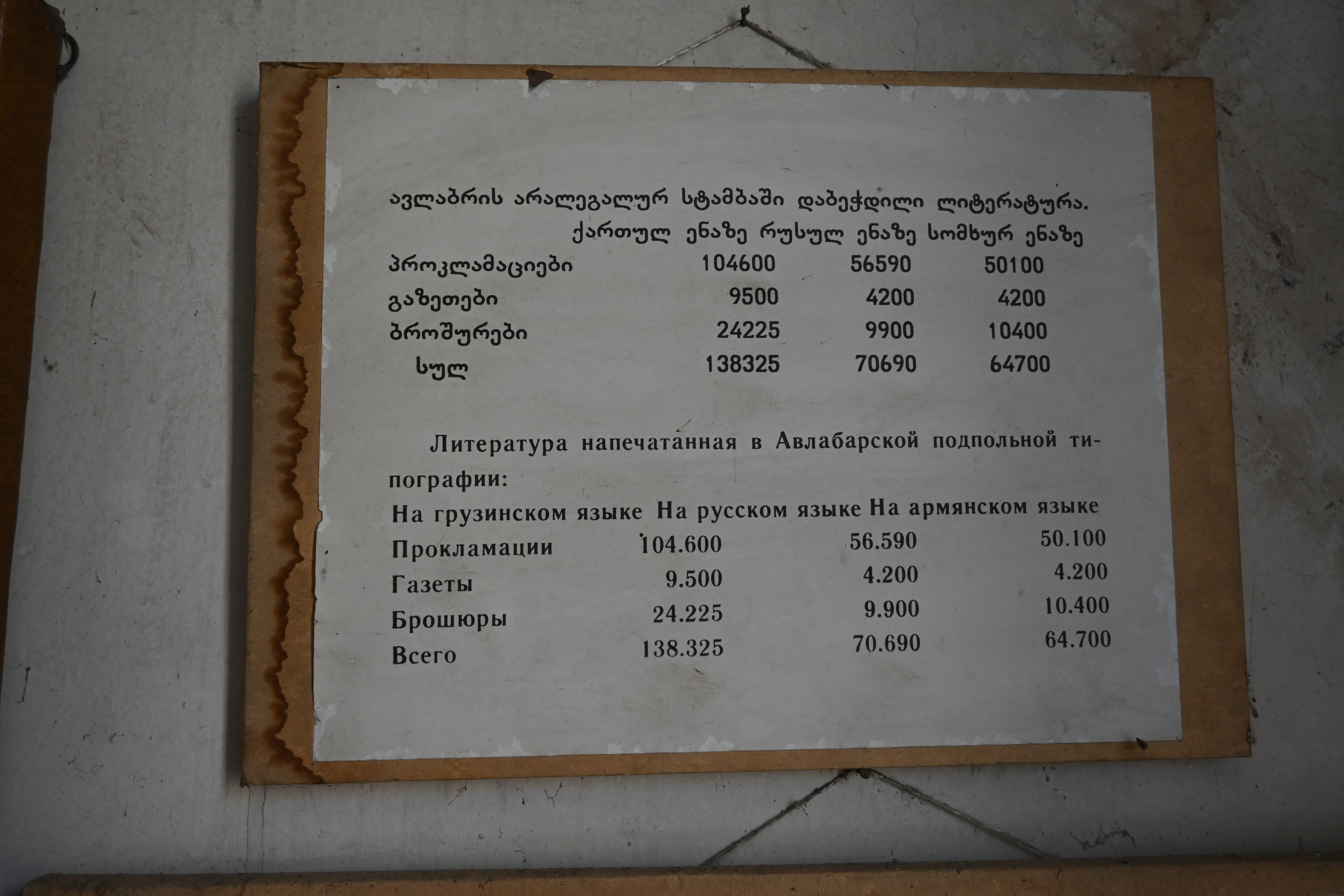
Объем напечатанной литературы

Авлабарская типография — подпольная типография Кавказского союзного комитета РСДРП, действовавшая в 1903—1906 в предместье Тифлиса Авлабаре. В настоящее время является музеем.
По поручению Кавказского союзного комитета РСДРП организацией типографии занимался М. Бочоридзе. Он обратился к бывшему рабочему железнодорожных мастерских Д. Ростомашвили с просьбой уступить участок земли, арендованный его отцом, и Ростомашвили подал в городскую управу фиктивный план застройки. После этого на участке был построен дом, под которым располагался глубокий подвал, предназначенный для типографии. Попасть в помещение типографии можно было лишь спустившись в колодец с водой, затем по горизонтальному тоннелю достигнуть второго колодца, подняться по лестнице вверх, а отсюда — в типографию. Сооружение типографии заняло шесть месяцев. Для обеспечения безопасности работы типографии в дом поселили тётку М. Бочоридзе — Бабе Лашадзе-Бочоридзе, которая готовила пищу для работников типографии и непрерывно наблюдала за улицей. В самой типографии работали И. Дарахвелидзе, Г. Лелашвили, братья Гогуадзе и другие. Загрузка типографии была высокой, из-под машины ежедневно выходило до 45 тысяч оттисков.
Здесь печатались документы на русском, грузинском, армянском языках — организационные документы РСДРП, работы В. И. Ленина, листовки, воззвания, газеты «Пролетариатис Брдзола» («Борьба пролетариата») «Пролетариатис брдзолис пурцели» («Листок борьбы пролетариата»), и другие.
15 апреля 1906 типография была взорвана полицией.
В советское время Авлабарская типография была восстановлена как памятник-музей.

## Внешние видеофайлы
- Музей Сталина в Тбилиси